# John Duncan Fergusson
John Duncan Fergusson (Leith, 9 marzo 1874 – Glasgow, 30 gennaio 1961) è stato un artista britannico.
Noto per la sua appartenenza ai quattro coloristi scozzesi, Fergusson fuse lo stile degli impressionisti con quello dei fauves, ritraendo non di rado soggetti erotici. André Dunoyer de Segonzac scrisse che l'arte di Fergusson era l'"espressione profonda e pura di un immenso amore per la vita".

## Biografia

### Gioventù
Primo di quattro figli, Fergusson nacque nel distretto di Leith, a Edimburgo. Benché avesse avuto una breve formazione in qualità di medico di bordo, Fergusson si rese presto conto che la sua vocazione fosse in realtà la pittura e si iscrisse alla Trustees Academy of Art di Edimburgo. Nonostante ciò, lo stile di insegnamento della scuola, che egli giudicava rigido, lo spinse presto ad affinare la sua tecnica pittorica da autodidatta. Viaggiò in Marocco, Spagna e Francia, dove conobbe altri artisti, fra cui Samuel Peploe, un altro pittore che entrerà nel gruppo dei coloristi scozzesi.

### Il soggiorno parigino
Nel 1898, Fergusson fece il suo primo viaggio a Parigi dove, giunto al Louvre, vide i dipinti impressionisti della Salle Caillebotte che ispireranno le sue opere. In seguito si lascerà anche influenzare dai Fauves e dal loro uso di colori accesi che diventeranno un elemento peculiare delle sue tele. Fergusson entrò intanto nella schiera di figure artistiche emergenti della capitale francese durante gli inizi del ventesimo secolo. Conobbe anche altri maestri, come Matisse e Picasso, della rinomata café society parigina.

### Seconda parte di carriera

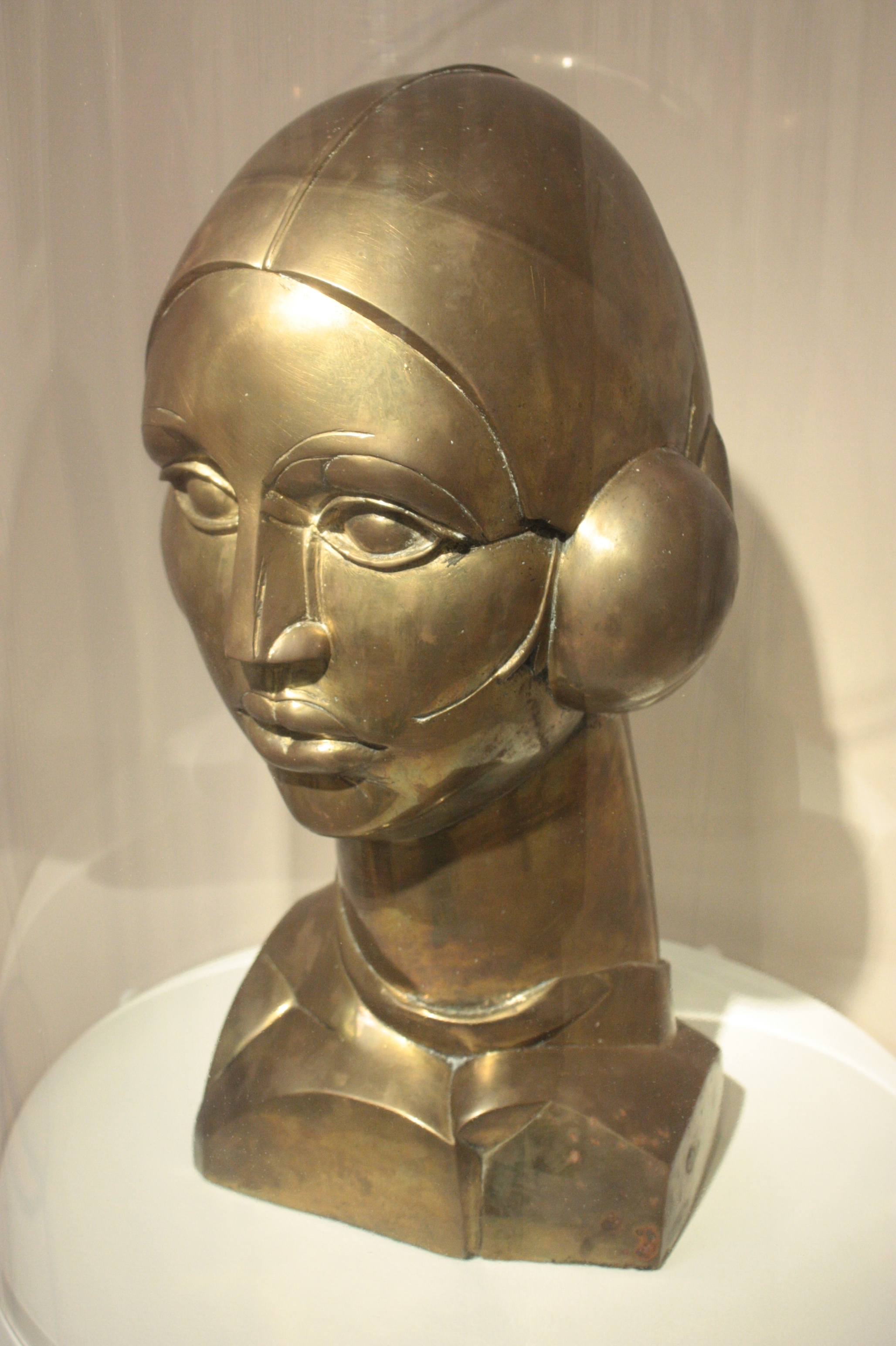
John Duncan Fergusson, Hymn to the Sun (1924)

Sebbene fosse diventato una figura di primo piano nella moderna pittura britannica, durante la prima guerra mondiale l'arte di Fergusson ebbe un temporaneo calo di visibilità.
Negli anni venti, Fergusson si stabilì in uno studio a Londra. La sua prima mostra personale fu nel 1923 e, nello stesso periodo, partecipò a diverse importanti mostre collettive. Nel 1928 lui e la sua nuova compagna, la ballerina Margaret Morris, si trasferirono a Parigi. Nel 1939, agli albori della seconda guerra mondiale, i due si trasferirono a Glasgow dove rimasero per il resto della loro vita. Divenuto un membro del Glasgow Art Club, Fergusson espose un suo ritratto nella galleria del club durante il mese di aprile 1939.
Nel 1940, Fergusson fondò il New Art Club, da cui sarebbe emerso il gruppo pittorico dei New Scottish Group di cui lo stesso Fergusson fu il primo presidente. Nel 1943 pubblicò un suo libro dedicato alla pittura moderna scozzese. Fergusson morì nel 1961. La vedova Margaret Morris fece esporre quattordici dipinti dell'artista all'Università di Stirling nel 1968, anno della fondazione dell'istituto. Nel 1992 fu fondata la Fergusson Gallery di Perth, che conserva le tele di Fergusson.